# Osteopetrosi
L'osteopetrosi o malattia delle ossa di marmo o malattia di Albers-Schönberg è una malattia ereditaria che colpisce il tessuto osseo, portandolo ad avere una densità maggiore del normale.
Della malattia sono state descritte numerose varianti cliniche, alcune proprie dell'età infantile e altre ad esordio in età adulta.
La malattia è così denominata dal pioniere della radiologia tedesco Heinrich Ernst Albers-Schönberg.

## Epidemiologia
A livello globale, vi è un neonato affetto ogni 20 000 a 250 000 ma l'incidenza risulta maggiore nella repubblica dei Mari (1 ogni 14 000 neonati) e ancora di più a Ciuvascia (1 su ogni 3500-4000 nati) per via delle caratteristiche genetiche dei popoli Mari e Ciuvasci.

## Segni e sintomi
Nonostante la formazione di osso in eccesso, le persone con osteopetrosi tendono ad avere ossa più fragili rispetto al normale. L'osteopetrosi lieve può non causare alcun sintomo e non presenta problemi. Tuttavia, le forme gravi possono portare ad un rallentamento della crescita, deformità e maggiore probabilità di incorrere in fratture. Inoltre, i pazienti possono soffrire di anemia, infezioni ricorrenti, ed epatosplenomegalia a causa dell'espansione delle ossa che porta al restringimento del midollo osseo e quindi a eritropoiesi extramidollare sintomatica. Possono anche presentarsi cecità, paralisi facciale e sordità a causa della maggiore pressione esercitata sui nervi da parte dello spessore osseo supplementare.

## Fisiopatologia
Il meccanismo della malattia è basato sull'alterazione della cellula osteoclastica deputata al riassorbimento osseo, questi osteoclasti sono ridotti di numero o alterati nella loro funzione fisiologica, questo comporta un aumento della mineralizzazione ossea.
L'osteopetrosi di solito inizia nei primi due anni di vita, con un po' oltre la forma maligna infantile, che può portare a sintomi entro le prime settimane dopo la nascita; tuttavia, ci sono anche lievi disturbi recessivi, che possono coincidere con l'osteopetrosi dominante.
Se non trattata, la prognosi è di solito infausta ed attualmente l'unica possibilità di recupero è un trapianto di midollo osseo, perché gli osteoclasti difettosi provengono dalla linea ematopoietica.
I principali sintomi dell'osteopetrosi maligna (autosomica recessiva) possono essere:
- Rigidità nasale causata da deformazione del processo mastoideo e del seno paranasale
- Neuropatie (sordità, proptosi, idrocefalea...) provocate dall'incompleta apertura dei forami nel cranio
- Possibili ritardi nella dentizione
- Osteomielite mandibolare causata da un flusso sanguigno abnormale
- Fragilità ossea
- Pancitopenia causata dalla sostituzione del midollo osseo con tessuto osseo difettoso
- Anemia, frequenti infezioni e emorragie (dovute a Trombocitopenia)
- Possibile ematopoiesi extramidollare risultante in epatosplenomegalia, ipersplenismo e emolisi
- Altre manifestazioni includono apnea nel sonno e cecità a causa della degenerazione retinica

L'osteopetrosi autosomica dominante può essere di due tipi:
- Il primo tipo (OAD I), si nota con particolare attenzione alla base del cranio, si hanno poche fratture ossee e anche a una maggiore stabilità strutturale. Problemi estetici più visibili sono l'allargamento della mandibola, inoltre si differenzia da tutte le altre forme, in quanto è causata da una iperattività degli osteoblasti.
- Il secondo tipo (OAD II), viene descritto da Albers-Schönberg, ed è caratterizzato dalle vertebre a sandwich; porta a fratture frequenti e in alcuni casi può portare a complicanze simili alla forma maligna (in particolare danni ai nervi cranici)

Le due forme dominanti sono spesso sintomatiche durante il picco di crescita durante l'adolescenza.
L'osteopetrosi è causata da mutazioni sottostanti che interferiscono con l'acidificazione della fossa di riassorbimento degli osteoclasti, ad esempio a causa di una carenza dell'enzima  anidrasi carbonica  codificata dal gene CA2.
L'anidrasi carbonica è richiesta dagli osteoclasti per la produzione di protoni. Senza questo enzima il pompaggio ioni idrogeno è inibito e il riassorbimento osseo da osteoclasti è difettoso, in quanto è necessario un ambiente acido per dissociare l'idrossiapatite di calcio dalla matrice ossea. Poiché il riassorbimento osseo fallisce, la formazione dell'osso continua causando la formazione di osso eccessivo.

### Geni mutati

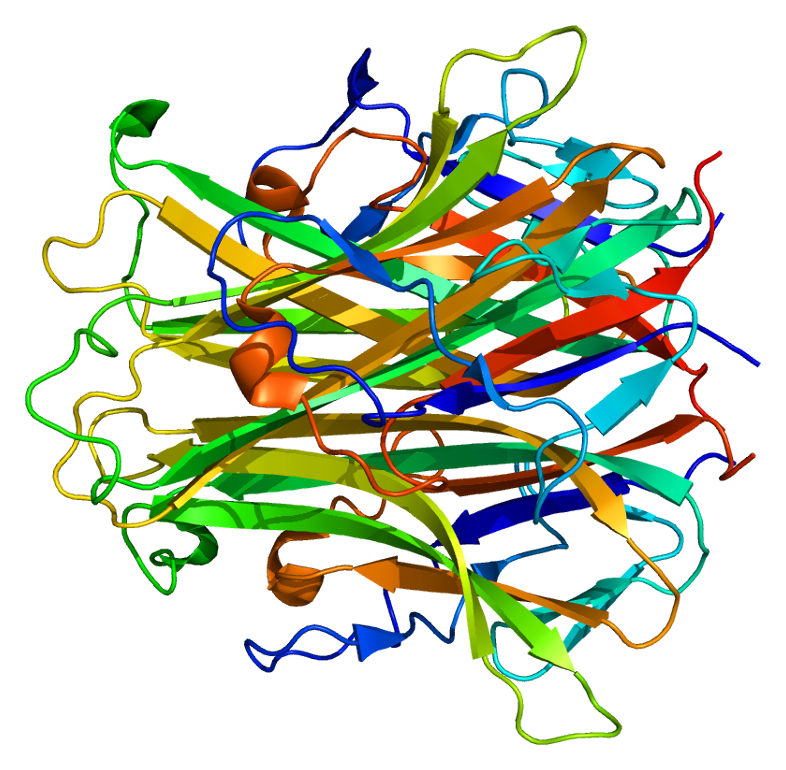
Protein TNFSF 11(RANKL)

| Name  | OMIM                          | Gene                         |
| ----- | ----------------------------- | ---------------------------- |
| OPTA1 | https://omim.org/entry/607634 | LRP5 recettore               |
| OPTA2 | 166600                        | CLCN7 canale cloro           |
| OPTB1 | 259700                        | TCIRG1 ATPasi                |
| OPTB2 | 259710                        | RANKL                        |
| OPTB3 | 259730                        | CA2 (renal tubular acidosis) |
| OPTB4 | 611490                        | CLCN7 canale cloro           |
| OPTB5 | 259720                        | OSTM1 ubiquitin ligasi       |
| OPTB6 | 611497                        | PLEKHM1 adapter protein      |
| OPTB7 | 612301                        | TNFRSF11A (RANK recettore)   |

## Diagnosi differenziale
Le diagnosi differenziali includono altri disturbi che possono causare osteosclerosi diffusa, come ipervitaminosi D e ipoparatiroidismo, la malattia di Paget, diffusione di metastasi ossee da cancro al seno o alla prostata (che tendono ad essere osteoblastiche, mentre la maggior parte delle metastasi sono osteolitiche), l'intossicazione da fluoro, da piombo o berillio e disturbi ematologi come mielofibrosi, anemia falciforme e la leucemia.

## Terapia
Nel 1997 Ballet et al. ottennero un significativo miglioramento delle alterazioni ossee di un bambino con osteopetrosi tramite l'infusione di midollo osseo di un fratello HLA identico.
Da allora il trapianto di midollo osseo ha rappresentato una strategia terapeutica efficace e duratura in questi soggetti.
In caso di complicanze nei bambini, i pazienti possono essere trattati con vitamina D, ma anche l'interferone gamma è stato dimostrato essere efficace e può essere associato alla vitamina D, mentre l'eritropoietina è stata usata per trattare qualsiasi anemia associata. I corticosteroidi possono alleviare sia l'anemia che stimolare il riassorbimento osseo.